# Podengo

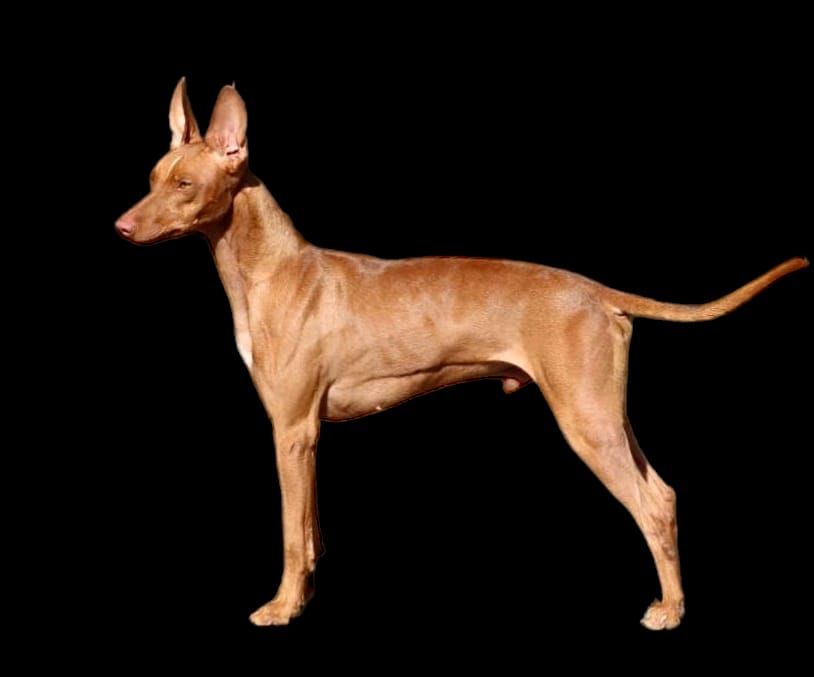
Cão Cirneco do Etna, raça do tipo podengo

Podengo é uma variedade, tipo ou categoria de cães de caça de coelhos. Algumas das raças do tipo podengo possuem origem mediterrânea e muitas são milenares. Na Espanha são chamados de podenco em castelhano, e coniller em catalão.

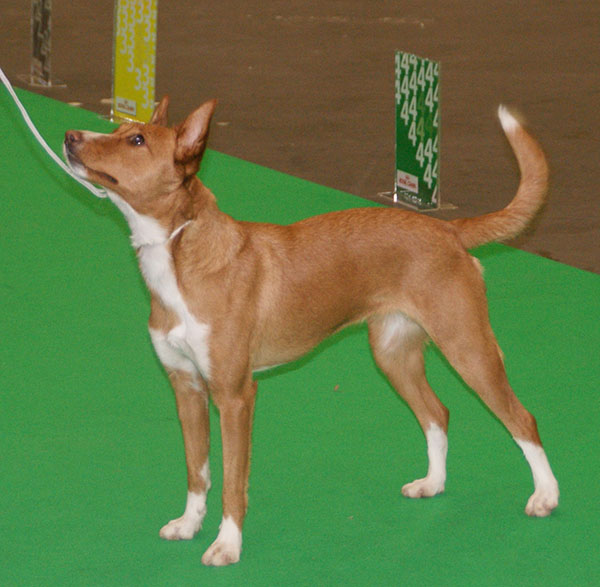
Cão Podengo-português de pêlo liso de porte médio, raça do tipo podengo

Boa parte dos cães de raças do tipo podengo possuem orelhas eretas, pelagem lisa e curta (ou, em alguns casos, pelo duro e médio), corpo esguio e esgalgado e cauda em forma de chicote. Mas existem diferenças que fogem à média no caso de algumas raças que são exceções.
Diferentemente dos cães do tipo galgo (também chamado tipo Lebréu), que também são caçadores de coelhos, mas que usam apenas um sentido (visão) para caça, os cães do tipo Podengo usam olfato, visão e audição.

## Raças do tipo Podengo
- Barrocal Algarvio[4][5]
- Ca Coniller de Menorca ( Cão de Coelhos de Majorca )[6][7]
- Charnaigre[8][9] (Podengo francês, charnigou, charnigue, charnègre )[10] (extinto)
- Cirneco dell'Etna (Cinerco do Etna)
- Cirneco di Bagheria (Cirneco della Sicilia occidentale )[11]
- Cirneco di Lampedusa (provavelmente extinto)[12]
- Cão de caça cretense (Κρητικός Λαγωνικός[13][ kritikos lagonikos]),[14]
- Podengo ibicenco
- Maneto[15]
- Pharaoh hound (Kelb-tal fenek)
- Podengo andaluz,[16]
- Podengo canário
- Podenco Enano del Hierro[17][18]
- Podenco Orito[19][20]
- Podenco Palmero (Podenco canario de la laurisilva, podenco del monte de la laurisilva )[21][22]
- Podenco Paternero (podenco paternino de huelva,[23] podenco de paterna
- Podengo crioulo (aracambé, podengo brasileiro, pé duro)
- Podengo galego[24] (coalleiro galego, podenco gallego, xunta de Galicia)[24][25] (extinto)
- Podengo português[26]
- Podengo valenciano[27] (Xarnego Valencià),[28][29]